# Nobody But You
Nobody But You – debiutancki singiel austriackiego piosenkarza Cesára Sampsona, wydany 9 marca 2018 nakładem wytwórni Symphonix Music. Utwór stworzyli Boris Milanov, Sebastian Arman, Joacim Persson i Johan Alkenäs.
Utwór reprezentował Austrię w 63. Konkursie Piosenki Eurowizji w Lizbonie. 8 maja 2018 został zaprezentowany przez Sampsona w pierwszym półfinale konkursu i zakwalifikował się do finału, rozgrywanego 12 maja. Zajął w nim trzecie miejsce po zdobyciu 342 punktów, w tym 271 punktów w głosowaniu jurorskim (1. miejsce) i 71 punktów od telewidzów (13. miejsce).
8 marca wydany został oficjalny teledysk do piosenki, który uzyskał wynik ponad 5,3 mln wyświetleń na kanale „Eurovision Song Contest” w serwisie YouTube.

## Lista utworów
Singiel CD/Digital download
1. „Nobody But You” – 3:03

## Notowania na listach przebojów
| Kraj            | Lista (2018)              | Najwyższe miejsce |
| --------------- | ------------------------- | ----------------- |
| Austria         | Ö3 Austria Top 40         | 1                 |
| Islandia        | Singles Top 20            | 2                 |
| Belgia          | Ultratop 50 Singles       | 9                 |
| Szwajcaria      | Singles Top 100           | 45                |
| Szwecja         | Singles Top 100           | 55                |
| Wielka Brytania | Singles Downloads Top 100 | 62                |
| Grecja          | Singles Top 100           | 79                |
| Hiszpania       | Top 100 Songs             | 80                |
| Niemcy          | Top 100 Singles           | 93                |
| Francja         | Single Top 100            | 97                |